# Blastemanthus
Blastemanthus är ett släkte av tvåhjärtbladiga växter. Blastemanthus ingår i familjen Ochnaceae.
Kladogram enligt Catalogue of Life:
| Blastemanthus | \| \| Blastemanthus gemmiflorus \| \| \| \| \| \| Blastemanthus grandiflorus \| \| \| \| |
|               | \| \| Blastemanthus gemmiflorus \| \| \| \| \| \| Blastemanthus grandiflorus \| \| \| \| |
|               | Blastemanthus gemmiflorus                                                                |
|               |                                                                                          |
|               | Blastemanthus grandiflorus                                                               |
|               |                                                                                          |

## Bildgalleri

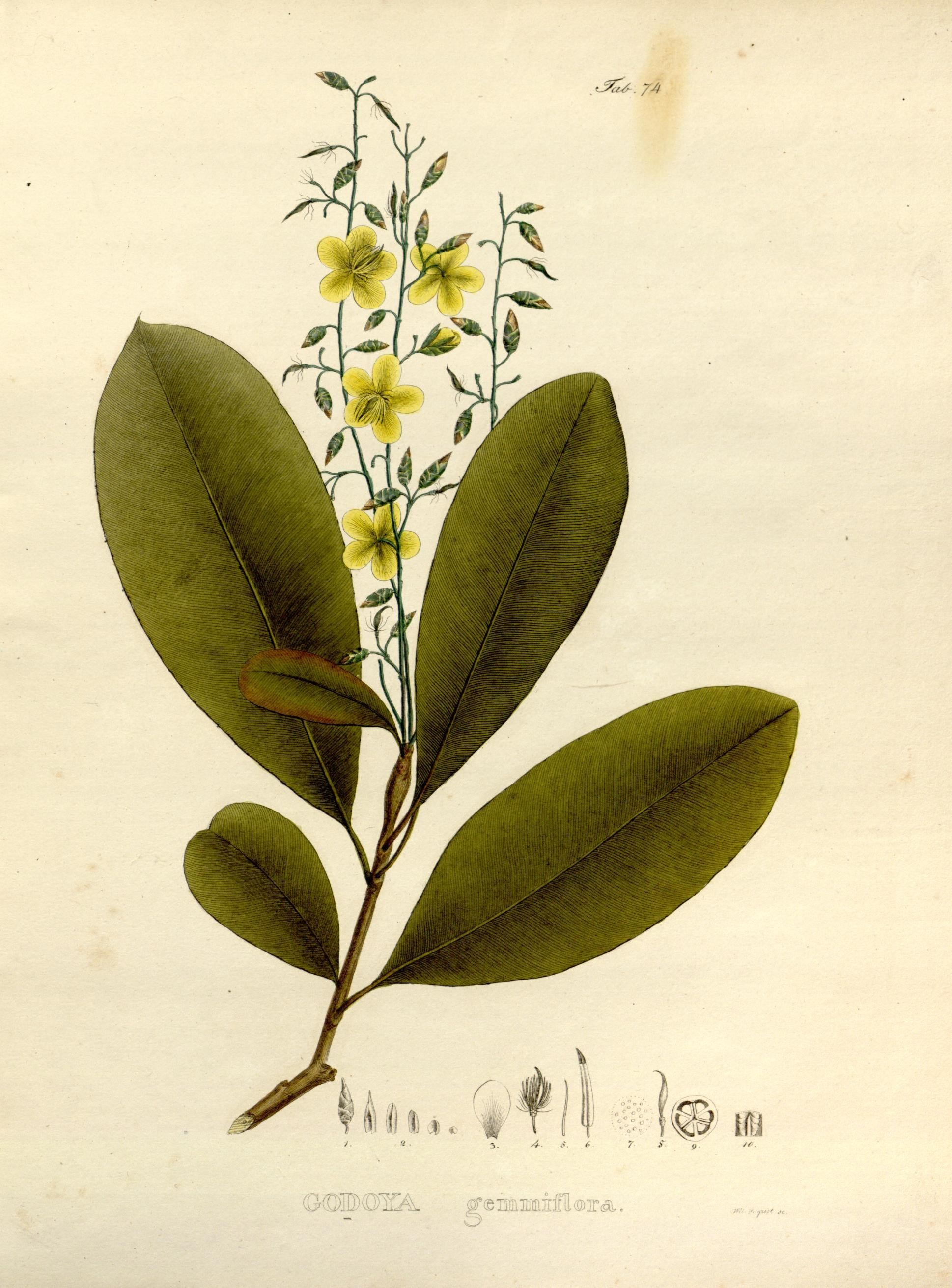